# Stortjärnen (Hammerdals socken, Jämtland, 703076-148108)
Stortjärnen är en sjö i Strömsunds kommun i Jämtland och ingår i Indalsälvens huvudavrinningsområde. Sjön har en area på 0,136 kvadratkilometer och ligger 331 meter över havet.

## Delavrinningsområde
Stortjärnen ingår i det delavrinningsområde (703145-147854) som SMHI kallar för Utloppet av Halasjön. Medelhöjden är 338 meter över havet och ytan är 29,83 kvadratkilometer. Räknas de 18 avrinningsområdena uppströms in blir den ackumulerade arean 213,91 kvadratkilometer. Halån (Kilån) som avvattnar avrinningsområdet har biflödesordning 3, vilket innebär att vattnet flödar genom totalt 3 vattendrag innan det når havet efter 197 kilometer. Avrinningsområdet består mestadels av skog (55 procent) och sankmarker (21 procent). Avrinningsområdet har 4,1 kvadratkilometer vattenytor vilket ger det en sjöprocent på 13,7 procent.